# 通過 (天文)

火星で見たフォボスの太陽面通過

通過（つうか、transit）は、天文学において、以下の2つの意味を持つ。
- ある特定の地点にいる観測者から見たときに、ある天体が別の天体の全面を横切って動いていくように見える天文現象である。経過とも呼ぶ[1]。
- 天体が地球の自転のために昇ってから沈むまでのおおよそ中間付近で、子午線を通過する時に起こる。例えば、太陽は子午線を太陽時の正午に通過する。子午線通過の観測はかつては時間を記録するために非常に重要であった。

本記事では、最初の意味の通過について解説する。

## 定義
通過あるいは経過 (transit) という単語は、観測者に近いほうの天体の見かけの大きさが遠い方の天体よりもかなり小さい場合を指す。近いほうの天体の方が大きく見え、遠い方の天体を完全に隠してしまう場合は、掩蔽 (occultation) と呼ばれる。ある天体が別の天体の影に入る現象は食 (eclipse) として知られている。これら3つの用語は、朔望 (syzygy) が目に見える形で現れた現象である。
通過の例の1つとして、ある天体上から見て、その天体と太陽の間に別の天体が入り込む場合を、太陽面通過と呼ぶ。地球の場合、太陽面通過は内惑星、すなわち水星と金星が対象となる（水星の太陽面通過と金星の太陽面通過を参照）。火星のようなより外側の惑星から見れば、地球自体が太陽面通過することも見られる。
通過という用語は、衛星が母惑星を横切る運動を記述するのにも使われる。例として、地球から見て、木星面をガリレオ衛星（イオ、エウロパ、ガニメデ、カリスト）が横切る現象などがある。
通過が起こるには、3つの天体が一直線上に並ぶことが必要である。さらに稀に、4つの天体が並ぶ場合もある。このような現象は1894年3月21日 (UTC) に起こった。この時金星から見て水星が太陽面通過し、さらに土星から見ると水星と金星が同時に太陽面通過した（水星の太陽面通過 (土星)と金星の太陽面通過 (土星)を参照）。
近年では、太陽系外惑星が発見されたことにより、それらが主星を通過するところを発見できる可能性への関心が高まった。オシリスは、このように恒星面を通過するのが発見された初めての惑星となった。

## 惑星相互の掩蔽と通過

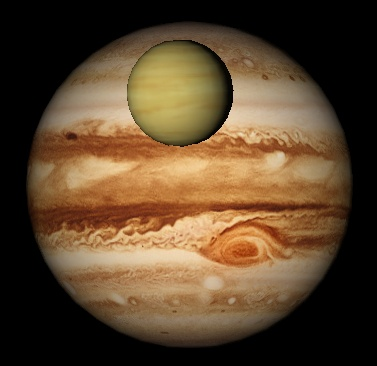
（地球から見た）金星の木星面通過のシミュレーションイメージ（1818年1月3日）。

稀な場合として、ある惑星が他の惑星の前面を通過することがある。これが次に起こるのは（地球から見て）2065年11月22日の12:43 (UTC) 頃であり、外合に近い金星（角直径は10.6″）が木星（角直径は30.9″）の前面を通過する。しかし、これは太陽のわずか8°西で起こるため、裸眼で見ることはできないだろう。近い方の天体の角直径が遠い方の天体よりも大きい場合、近い方の天体が遠い方の天体を完全に覆い隠すことがあり、その現象は通過ではなく掩蔽になる。地球の南端部から見ると、木星を通過する前の11:24 (UTC) 頃に、金星が木星の衛星であるガニメデを掩蔽するのが見られる。視差のため、現象が実際に見られる時間は観測者の正確な位置によって数分ほどずれるだろう。
地球から見ると、1700年から2200年までに地球から見られる惑星相互の通過や掩蔽は18回しかない。1818年から2065年まで長い空白期間があるのに注意。
- 1702年9月19日 - 木星が海王星を掩蔽する
- 1705年7月20日 - 水星が木星面を通過する
- 1708年7月14日 - 水星が天王星を掩蔽する
- 1708年10月4日 - 水星が木星面を通過する
- 1737年5月28日 - 金星が水星を掩蔽する
- 1771年8月29日 - 金星が土星面を通過する
- 1793年7月21日 - 水星が天王星を掩蔽する
- 1808年12月9日 - 水星が土星面を通過する
- 1818年1月3日 - 金星が木星面を通過する
- 2065年11月22日 - 金星が木星面を通過する
- 2067年7月15日 - 水星が海王星を掩蔽する
- 2079年8月11日 - 水星が火星を掩蔽する
- 2088年10月27日 - 水星が木星面を通過する
- 2094年4月7日 - 水星が木星面を通過する
- 2104年8月21日 - 金星が海王星を掩蔽する
- 2123年9月14日 - 金星が木星面を通過する
- 2126年7月29日 - 水星が火星を掩蔽する
- 2133年12月3日 - 金星が水星を掩蔽する

1737年の現象はジョン・ベヴィスがグリニッジ天文台で観測していた。これは惑星相互の掩蔽に関する唯一の詳細な記述である。1170年9月12日に起こった火星の木星面通過はカンタベリーの修道士ジャーヴァス、及び中国の天文学者が観測していた。さらに、金星による火星の掩蔽が1590年10月3日にハイデルベルクでミヒャエル・メストリンによって観測されている。
- 2022年11月29日 - 火星から見ると、地球が水星を掩蔽する。

## 接触

恒星の周りを公転する惑星のアニメーション

通過の間には、小さな円（小さい天体の天体面）の円周が、大きい円（大きい天体の天体面）の1点に触れる時に、4回の「接触」がある。接触は以下のような順番で起こる。
- 第1接触 : 小さい方の天体面が完全に大きい方の天体面の外側にあり、中に入っていく。
- 第2接触 : 小さい方の天体面が完全に大きい方の天体面の内側に入り、さらに中に入っていく。
- 第3接触 : 小さい方の天体面が完全に大きい方の天体面の内側にあり、外に出て行く。
- 第4接触 : 小さい方の天体面が完全に大きい方の天体面の外側に出て、さらに外に出て行く。